# Reichelshofen

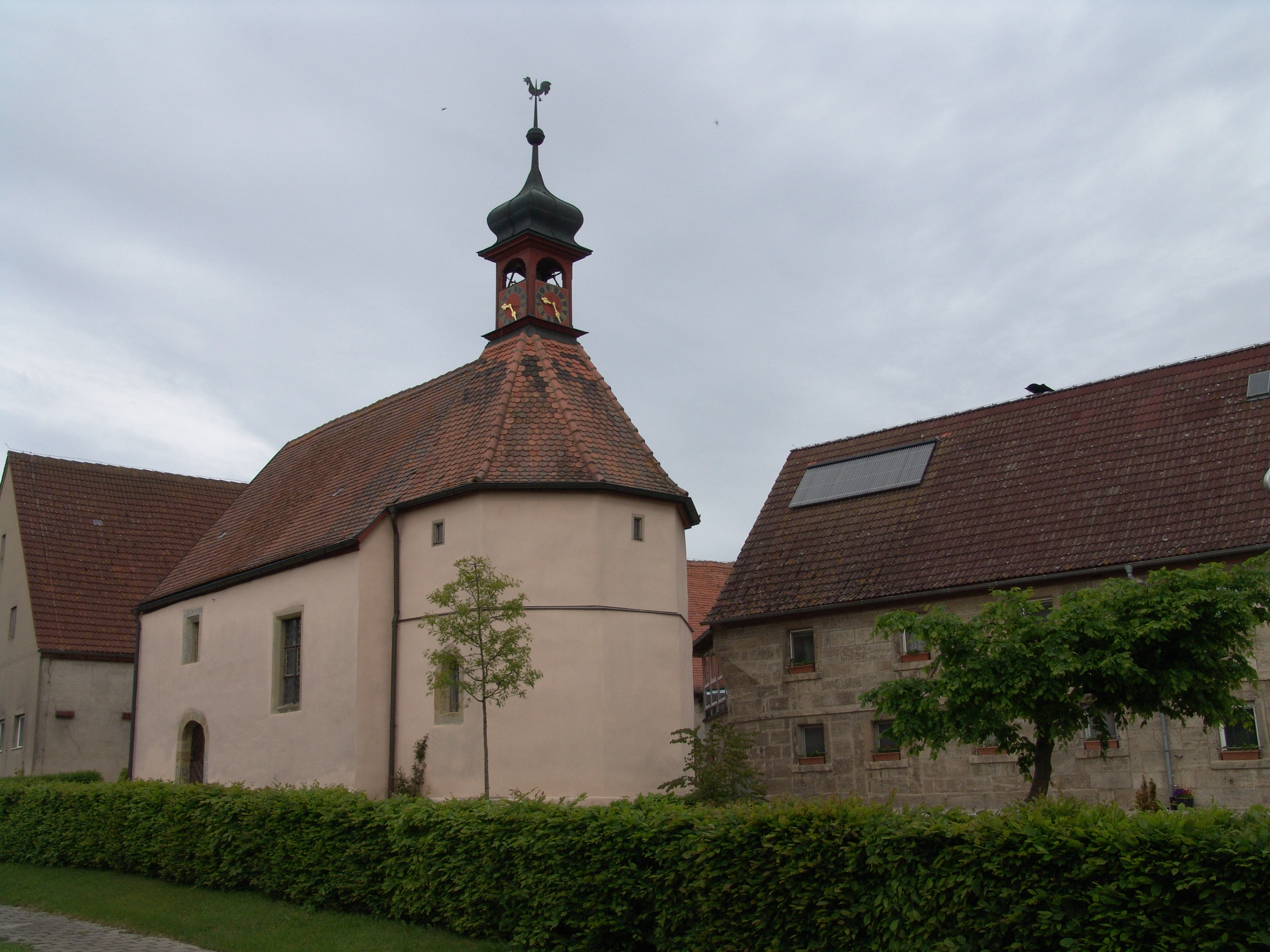
Kapelle St. Konrad

Reichelshofen ist ein Gemeindeteil der Gemeinde Steinsfeld im Landkreis Ansbach (Mittelfranken, Bayern). Reichelshofen liegt in der Gemarkung Steinsfeld.
Über den engeren Umkreis hinaus ist der Ort bekannt durch die 1841 gegründete Landwehr-Bräu.

## Geographie
Durch das Kirchdorf fließt der Stubachsgraben, ein linker Zufluss des Fischbachs. 0,75 km westlich des Ortes liegen die Waldgebiete Großespen und Kleinespen. Die Staatsstraße 2419 führt nach Steinsfeld (2 km südlich) bzw. an Gumpelshofen vorbei nach Oberscheckenbach (2,5 km nördlich). Die Staatsstraße 2416 führt nach Adelshofen (2,7 km westlich) bzw. nach Endsee (2 km östlich). Eine Gemeindeverbindungsstraße führt nach Gypshütte (1,1 km südöstlich).

## Geschichte
Im November 1688 wurden im sogenannten französischen Mordbrand 13 Gebäude zerstört und damit ein Schaden von über 5331 Gulden angerichtet. 1800 gab es im Ort sieben Haushalte, die alle der Reichsstadt Rothenburg untertan waren. Mit dem Gemeindeedikt (frühes 19. Jahrhundert) wurde Reichelshofen dem Steuerdistrikt Steinach und der Ruralgemeinde Steinsfeld zugeordnet.

### Baudenkmal
- Evangelisch-lutherische Kapelle St. Konrad: schlichter Putzbau mit Polygonchor, spätes 13. Jahrhundert, Erneuerungen 17./18. Jahrhundert; mit Ausstattung.[7]

### Einwohnerentwicklung
| Jahr      | 001818 | 001840 | 001861 | 001871 | 001885 | 001900 | 001925 | 001950 | 001961 | 001970 | 001987 | 002009 | 002015 | 002023 |
| Einwohner | 75     | 99     | 87     | 110    | 112    | 121    | 94     | 139    | 94     | 86     | 79     | 99     | 86     | 95     |
| Häuser    | 12     | 14     |        |        | 15     | 16     | 16     | 15     | 17     |        | 20     |        |        |        |
| Quelle    | [ 9 ]  | [ 10 ] | [ 11 ] | [ 12 ] | [ 13 ] | [ 14 ] | [ 15 ] | [ 16 ] | [ 17 ] | [ 18 ] | [ 19 ] | [ 20 ] |        | [ 1 ]  |

## Religion
Der Ort ist seit der Reformation evangelisch-lutherisch geprägt und bis heute nach St. Maria (Steinsfeld) gepfarrt. Die Einwohner römisch-katholischer Konfession sind nach St. Johannis (Rothenburg ob der Tauber) gepfarrt.

## Sonstiges
Bei den Ermittlungen zur 1962 erfolgten Ermordung der Reichelshofener Schneiderin Lina Lindörfer, konnte die Tat mit Hilfe neuer, vom Institut für gerichtliche Medizin und Kriminalistik in Erlangen angewandter Verfahren (dem Ouchterlony-Test und der Mischagglutination nach Robin Coombs) ihrem Bruder, dem Büttner Friedrich Lindörfer, zugeordnet werden.